# Бейер, Йоханна
Йоханна Магдалена Бейер (нем. Johanna Magdalena Beyer; 11 июля 1888, Лейпциг, Германская империя — 9 января 1944, Нью-Йорк, США) — германо-американский музыкант, пианистка и композитор. Её «Музыка сфер» считается первым в истории произведением академической электронной музыки, написанным композитором-женщиной.

## Биография
Родилась в Лейпциге, в 1923 году эмигрировала в Соединённые Штаты. Сведений о её жизни до отъезда в Америку имеется немного: известно, что в Германии она окончила консерваторию и пела в Лейпцигской певческой академии. По приезде в Америку Йоханна поступила в Маннес-колледж, в котором проучилась несколько лет, получив две академические степени. В конце 1920-x — начале 1930-x сблизилась с Рут Сигер, Дэйном Радьяром, Чарлзом Сигером, вместе с ними посещала занятия Генри Коуэлла в Новой школе. С Коуэллом её позднее связывали близкие (согласно некоторым предположениям, романтические) отношения; с 1936 по 1941 год она на добровольной основе исполняла роль его неофициального агента и секретарши.
Хотя при жизни Йоханна Бейер была известна прежде всего как талантливая пианистка, а её композиторский талант в большинстве случаев игнорировался, известно несколько крупных прижизненных концертов, на которых исполнялись её произведения. В конце 1930-x Джон Кейдж исполнял фрагменты из её «Концерта для перкуссии в трёх частях» во время концертного тура по северо-западу Соединённых Штатов. В 1936 году она стала почти единоличной создательницей музыкального спектакля «Современный композитор» (ею были написаны музыка и либретто, разработаны хореография, костюмы и декорации), ставившегося под эгидой Федерального музыкального проекта; к сожалению, ноты и текст впоследствии были утеряны.
Умерла Йоханна Бейер в 1944 году от последствий бокового амиотрофического склероза.

## Вклад в музыку
После смерти Йоханны её творчество было надолго забыто, лишь в последние десятилетия её начинают открывать заново. Йоханна Бейер была близка к кругу «ультрамодернистов», и многие её произведения разделяют их эстетику; в то же время, некоторые её работы предвосхищают эксперименты таких композиторов, как Эллиотт Картер и Конлон Нанкарроу, а также минималистов 1960-x. Она стала первой женщиной-композитором, работавшей в поле электронной музыки. Современные критики, кроме того, высоко оценивают её эксперименты с перкуссией.

## Произведения
Для перкуссии
- Percussion Suite in 3 Movements (1933)
- IV (1935)
- March for 30 Percussion Instruments (1939)
- Percussion, opus 14 (1939)
- Three Movements for Percussion (1939)
- Waltz for Percussion (1939)

Камерные произведения
- Suite for Clarinet I (1932)
- Suite for Clarinet Ib (1932)
- Suite for Clarinet and Bassoon (1933)
- Sonata for Clarinet and Piano (1936)
- Suite for Bass Clarinet and Piano (1936?)
- Movement for Double Bass and Piano (1936)
- Movement for Two Pianos (1936)
- Suite for Violin and Piano (1937)
- Suite for Oboe and Bassoon (1937)
- Six Pieces for Oboe and Piano (1939)
- Quintet for Woodwinds (1933)
- Movement for Woodwinds (1938)
- Trio for Woodwinds (194?)
- String Quartet No. 1 (1933-4)
- String Quartet No. 2 (1936)
- Movement for String Quartet («Dance») (1938)
- String Quartet No. 4 (1943?)
- «Music of the Spheres» from Status Quo (1938)

Для фортепиано:
- Gebrauchs-Musik (1934)
- Clusters (or, New York Waltzes) (1936)
- Winter Ade and five other folk song settings (1936)
- Dissonant Counterpoint (193?)
- Suite for Piano (1939)
- Sonatina in C (1943)
- Prelude and Fugue (in C Major) (no date)
- Piano-Book, Classic-Romantic-Modern" (no date)

Песни:
- Sky-Pieces (1933)
- Three Songs (Timber Moon; Stars, Songs, Faces; Summer Grass) (soprano, piano, percussion) (1933)
- Ballad of the Star-Eater (soprano and clarinet) (1934)
- Three Songs for Soprano and Clarinet (Total Eclipse; Universal-Local; To Be) (1934)
- Have Faith! (soprano and flute) (3 versions) (1936-7)

Для смешанных ансамблей
- March (14 instruments) (1935)
- Cyrnab (chamber orchestra) (1937)
- Elation (concert band) (1938)
- Reverence (wind ensemble) (1938)

Для хора
- The Robin in the Rain (1935)
- The Federal Music Project (1936)
- The Main—Deep (1937)
- The People, Yes (1937)
- The Composers' Forum Laboratory (1937)

Для оркестра
- Fragment for Chamber Orchestra (1937)
- Symphonic Suite (1937)
- Dance for Full Orchestra from Status Quo (1938)
- Symphonic Movement I (1939)
- Symphonic Opus 3 (1939)
- Symphonic Opus 5 (1940)
- Symphonic Movement II (1941)